# Автоклавные материалы
Автоклавные материалы — строительные материалы, подвергшиеся обработке в автоклаве при температуре 175—200 °C и насыщении водяным паром под давлением 1,6 Мн/м2 (9—16 кгс/см2) в течение 8—16 часов, получаемые из смеси извести и кварцевого песка и твердеющие при повышенной температуре и давлении. В результате физико-химического взаимодействия извести, песка и воды образуются гидросиликаты кальция, обуславливающие твердение и монолитность материала. Способ изготовления автоклавного силикатного кирпича впервые предложил немецкий учёный В. Михаэлис в 1880 году.
Автоклавная обработка позволяет получать бетоны без использования цемента, обеспечивает высокую прочность и низкую усадку и ползучесть. Из автоклавных материалов изготавливаются: теплоизоляционные материалы, отделочные панели и плиты, кровельные листы, тонкая керамика, резинотехнические изделия, жаропрочные и полимерные композиты, стеклопластики.